# Rocket dock
Rocket Dock é um pequeno aplicativo, ou utilitário, programado para Windows, cuja utilidade é criar uma barra especial de atalhos na janela do desktop do computador de qualquer usuário. Esta barra já havia sido criada anteriormente para Mac OS X.
RocketDock ainda não oferece aplicativo compatível com o Sistema Operacional Linux.
RocketDock é uma barra animada com links para os programas e aplicativos preferidos do usuário podendo, logicamente, serem acrescentados novos atalhos para o que o usuário desejar. Possui uma interface clara, limpa e simples de utilizar-se, com atalhos flutuantes, os quais aumentam de tamanho conforme passa-se o mouse sobre os mesmos. Seus itens são inteiramente customizáveis (ou em portugues claro, eles são "personalizáveis"). Na realidade, de acordo com o próprio site da empresa, não há limites para o que o usuário pode incluir como atalho na barra do Rocket Dock.
Agora, com novo suporte para a barra de tarefas adicionado, as janelas que o usuário estiver a utilizar e minimizar poderão aparecer também incluídas na barra do Rocket Dock. Isto permite uma melhor e maior produtividade, além de uma acessibilidade incomparáveis.

## Características
- Minimização das janelas utilizadas no momento para a barra (daqui para a frente, chamada apenas de "dock", para agilização da compreensão do termo);
- Janelas em tempo real no Windows Vista;
- Indicadores dos aplicativos abertos;
- Interface melhorada com o sistema "arraste-e-solte" (drag and drop system);
- Suporte para multi-monitores;
- Suporte para ícones transparentes com terminações PNG e/ou ICO;
- Transição e zoom mais simples e rápidos;
- Sistema que oculta ou mostra a barra com o simples passar do mouse, ainda que a mesma esteja oculta por uma janela;
- Opções para posicionamentos novos e até acréscimo de camadas na barra;
- Compatível com Unicode;
- Suporta várias línguas e idiomas e pode ser facilmente traduzido;
- Aparência amigável.